# Организация Южноатлантического договора
«Организация Южноатлантического договора» (англ. South Atlantic Treaty Organization, SATO; исп. Organización del Tratado del Atlántico Sur, OTAS), «САТО» — проект антикоммунистического и антисоветского военно-политического союза стран Южной Атлантики, выдвинутый во второй половине 1970-х годов. Был инициирован американским генералом Александром Хейгом. Предполагал консолидацию латиноамериканских крайне правых режимов с неформальным участием ЮАР. Не получил развития из-за противоречий между потенциальными участниками.

## Политический проект
Вторая половина 1970-х была отмечена активной военно-политической экспансией СССР и Кубы в Африке и Третьем мире в целом. Особую тревогу в правых кругах США вызывала война в Анголе и утверждение марксистского режима МПЛА.
Идею «Организации Южноатлантического договора» (SATO, в испанском написании — OTAS, в русском — САТО) выдвинул в 1976 главнокомандующий объединёнными вооружёнными силами НАТО в Европе Александр Хейг, будущий госсекретарь в администрации Рональда Рейгана. Замысел выглядел своеобразным дополнением НАТО в Южной Атлантике.
Предлагалась политическая консолидация правых режимов региона на антикоммунистической и антисоветской основе. С военной точки зрения акцент делался прежде всего на объединённый потенциал военно-морских сил. «Южноатлантический альянс» был призван изменить в пользу Запада глобальное соотношение в стратегически важном регионе мира.

## Потенциальные участники
В качестве участников САТО виделись:
- Бразилия — режим военного правления генерала Эрнесту Гайзела
- Аргентина — режим военной хунты генерала Хорхе Виделы
- Уругвай — крайне правое правительство президента Апарисио Мендеса
- Чили — режим военной хунты генерала Аугусто Пиночета
- Неотъемлемым элементом плана было тесное взаимодействие с ЮАР — режимом апартеида, возглавлявшимся на тот момент правительством Балтазара Форстера

Таким образом, предполагалась военно-политическая консолидация антикоммунистических военных режимов Латинской Америки и ЮАР. Официально ЮАР не должна была становиться членом САТО, поскольку апартеид подвергался международному бойкоту. Однако существовали широкие возможности неформального сотрудничества. Правительство Форстера отнеслось к проекту с большой заинтересованностью.
Некоторые аналитические разработки заходили ещё дальше. Предлагалось усилить африканскую составляющую проекта и подключить к САТО Нигерию и Сенегал. Авторы исходили из антикоммунистических позиций президентов Олусегуна Обасанджо и Леопольда Сенгора. Но это едва ли было возможно даже теоретически из-за участия ЮАР.
План создания САТО — озвученный лишь на уровне выступления Хейга и публицистических обсуждений — вызвал заметную настороженность в СССР. Советская печать с тревогой сообщала о «сговоре диктаторов и расистов на южном фланге НАТО».

## Противоречия и отказ от проекта
Политическая однородность государственных режимов — потенциальных участников не избавляла от серьёзных разногласий и острых противоречий между ними. Было очевидно, что ключевая роль в проекте отводится аргентинскому режиму Виделы. Это было неприемлемо для Бразилии, исторически являвшейся главным соперником Аргентины в Латинской Америке. Кроме того, Бразилия установила выгодные экономические связи с Анголой, которая являлась противником ЮАР.
Из-за территориальных споров остроконфликтными были отношения между Аргентиной и Чили, доходившие до открытого военного противостояния.
Американская администрация Джимми Картера вела международную кампанию защиты прав человека. Это не позволяло поддерживать союз военно-диктаторских режимов и тем более сотрудничать с правительством апартеида.
В результате конкретных мер по реализации проекта предпринято не было. Некоторые соображения на этот счёт сохранялись в начале 1980-х, при администрации Рейгана. Однако Фолклендская война, в ходе которой США поддержали Великобританию против Аргентины (при персональном участии Хейга), окончательно сняла вопрос с обсуждения.

## Попытка возрождения
В конце 2000-х годов аббревиатуры «OTAS», «SATO» вновь стали появляться в политическом и журналистском обиходе. Теперь одноимённый проект имел совершенно иной, скорее противоположный характер. Идею «Организации Южноатлантического договора» выдвигал Уго Чавес с целью консолидации левых правительств — участников АЛБА для военно-политической координации и ослабления американского влияния. Основным партнёром венесуэльский лидер видел Бразилию (при президенте Луле да Силва). Проект поддерживали такие деятели, как Муамар Каддафи и Роберт Мугабе. Этот план тоже не был конституирован межгосударственным договором.